# St. Jakobus der Ältere (Villenbach)

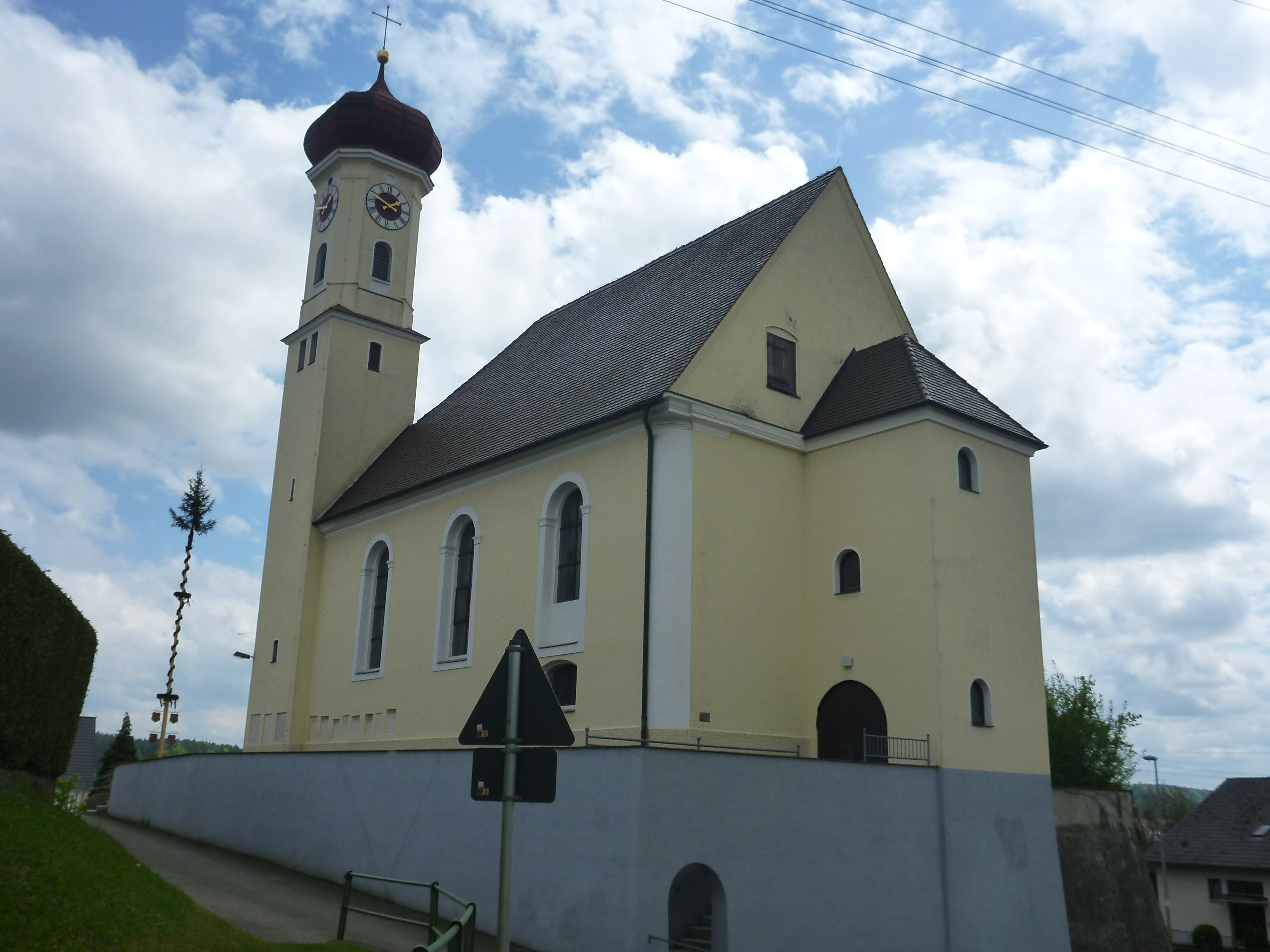
St. Jakobus der Ältere in Villenbach

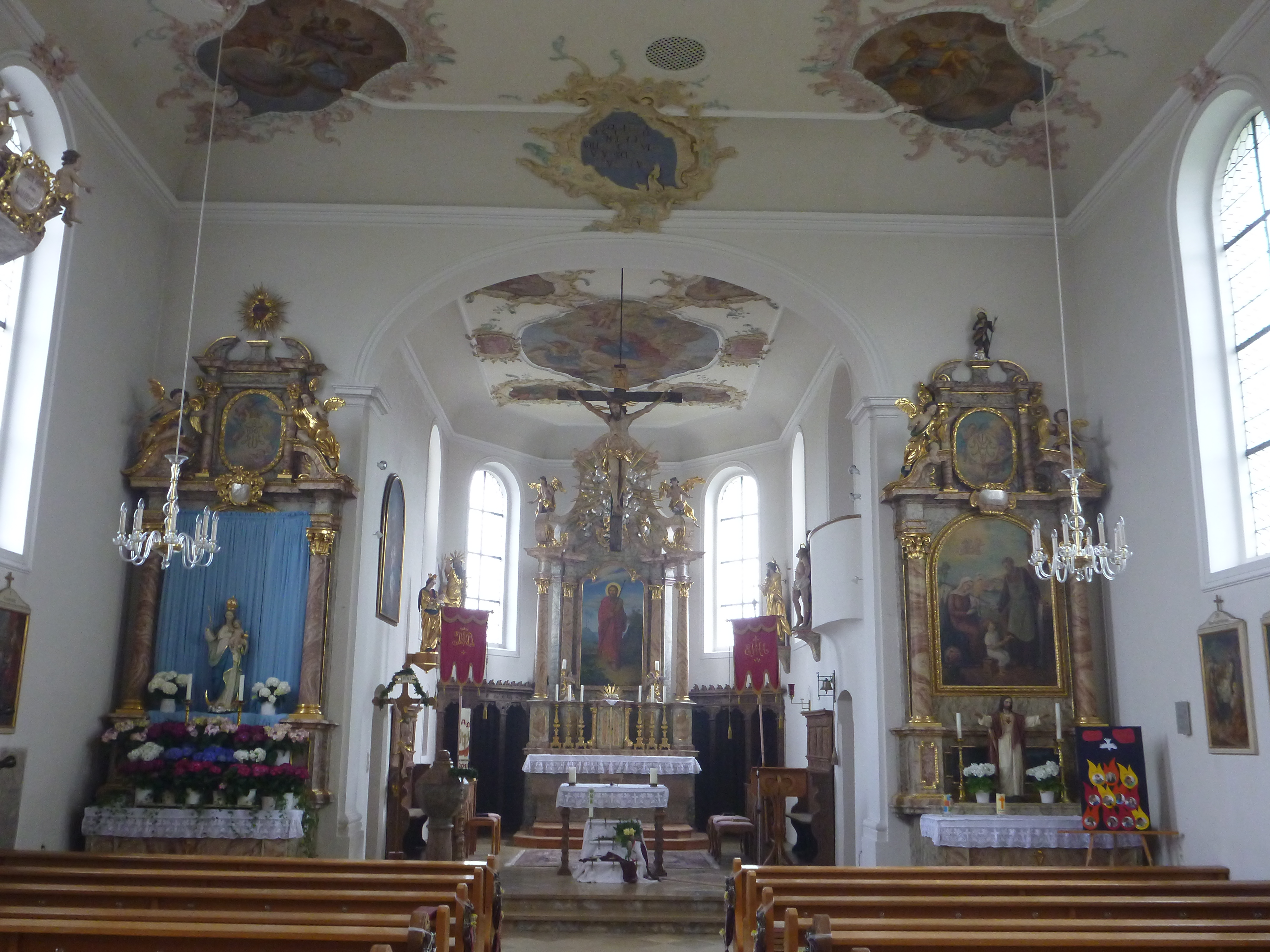
Blick zum Altar

Die römisch-katholische Pfarrkirche St. Jakobus der Ältere steht in Villenbach, einer Gemeinde im schwäbischen Landkreis Dillingen an der Donau in Bayern. Das Bauwerk ist in der Liste der Baudenkmäler in Villenbach als Baudenkmal unter der Nr. D-7-73-179-1 eingetragen. Die Pfarrei gehört zum Dekanat Dillingen des Bistums Augsburg.

## Beschreibung
Die Saalkirche besteht aus einem Langhaus, das 1752 nach einem Entwurf von Johann Georg Hitzelberger erbaut wurde, einem eingezogenen, dreiseitig geschlossenen, spätgotischen Chor im Osten und einem Chorflankenturm auf quadratischem Grundriss an der Nordwand des Chors, dessen untere Geschosse aus der Spätgotik stammen. Er wurde 1758 mit einem Geschoss mit abgeschrägten Ecken aufgestockt, das die Turmuhr und den Glockenstuhl beherbergt, und mit einer Zwiebelhaube bedeckt.
Der Innenraum des Langhauses ist mit einer Flachdecke überspannt. Die Fresken, im Chor mit dem Kirchenpatron, im Langhaus mit der Schlacht von Clavijo, wurden 1752/53 von Franz Martin Kuen eingebracht. An der Brüstung der unteren Empore im Westen wurden der Salvator mundi und die Apostel dargestellt. Der Hochaltar von 1756 wird von den Statuen des Simon Petrus und des Paulus von Tarsus flankiert.

## Orgel

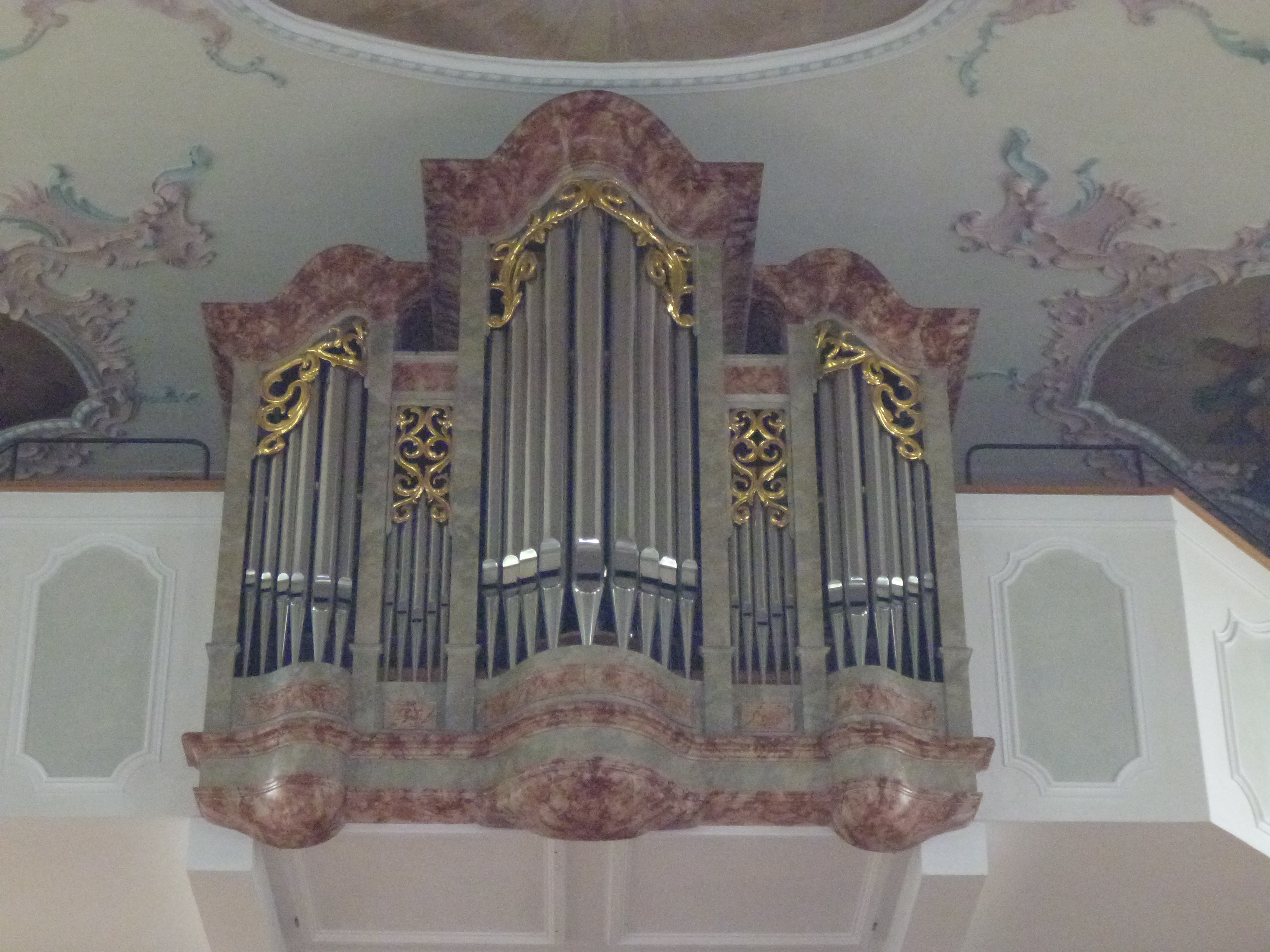
Blick zur Orgel

Die Orgel mit 13 Registern auf zwei Manualen und Pedal wurde von Orgelbau Sandtner aus Dillingen an der Donau 1987 neu gebaut. Das als Brüstungswerk angelegte Instrument weist einen neobarocken Prospekt und folgende Disposition auf:
| I Hauptwerk   |       |
| Flauta        | 8′    |
| Prestant      | 4′    |
| Spitzflöte    | 4′    |
| Quinte        | 2 ⁄3′ |
| Flageolet     | 2′    |
| Mixtur III–IV | 1 ⁄3′ |

| II Positiv |       |
| Copel      | 8′    |
| Rohrflöte  | 4′    |
| Doublette  | 2′    |
| Larigot    | 1 ⁄3′ |

| Pedal     |     |
| Subbaß    | 16′ |
| Pommer    | 8′  |
| Choralbaß | 4′  |

- Koppeln: II/I, I/P, II/P
- Bemerkungen: Schleiflade, mechanische Spiel- und Registertraktur